# Marina Wellenhofer
Marina Wellenhofer-Klein (* 15. Februar 1965) ist eine deutsche Juristin und Hochschullehrerin an der Johann Wolfgang Goethe-Universität Frankfurt am Main.

## Leben
Wellenhofer studierte ab 1984 Rechtswissenschaften an der Universität München, wo sie 1989 ihr Erstes Juristisches Staatsexamen ablegte. Das Zweite Staatsexamen folgte 1992 nach dem Referendariat in München, Freising und London. Noch im selben Jahr promovierte sie bei Hermann Nehlsen in München mit einer familienrechtlichen Arbeit. Von 1992 bis 1993 arbeitete Wellenhofer als Regierungsrätin z. A. im bayerischen Staatsministerium für Wirtschaft und Verkehr, bevor sie sich 1993 wieder ihrer akademischen Laufbahn widmete und als wissenschaftliche Assistentin von Klaus Hopt an der Universität München fungierte. Dort schloss sie 1998 ihre Habilitation ab und erhielt die venia legendi für die Fächer Bürgerliches Recht, Handelsrecht, Wirtschaftsrecht sowie Arbeitsrecht.
Anschließend vertrat Wellenhofer Lehrstühle an den Universitäten München, Mainz und Kassel. Von 1999 bis 2001 war sie im Fachbereich Wirtschaftswissenschaften Professorin an der Universität Kassel. Von 2001 bis 2005 hatte sie eine rechtswissenschaftliche Professur an der Universität Hamburg inne. Seit dem Wintersemester 2005/06 hat sie den Lehrstuhl für Zivil- und Zivilverfahrensrecht an der Universität Frankfurt am Main inne, wo sie von 2013 bis 2015 Studiendekanin war. Seit 2017 ist sie dort stellvertretende geschäftsführende Direktorin des Instituts für Zivil- und Wirtschaftsrecht.

## Veröffentlichungen (Auswahl)
- Vierzehn Jahre Negative Härteklausel § 1579 BGB – Eine kritische Bestandsaufnahme. VVF, München 1993, ISBN 978-3-88259-986-2 (Dissertation).
- Zulieferverträge im Privat- und Wirtschaftsrecht. C.H. Beck, München 1999, ISBN 978-3-406-45159-1 (Habilitationsschrift).
- Die eingetragene Lebenspartnerschaft. C.H. Beck, München 2001, ISBN 978-3-406-49789-6.
- Familienrecht. 3. Auflage. C.H. Beck, München 2014, ISBN 978-3-406-66429-8.
- Manfred Wolf (Begr.) & Marina Wellenhofer: Sachenrecht. 31. Auflage. C.H. Beck, München 2016, ISBN 978-3-406-69577-3.